# امرأة صغيرة
امرأة صغيرة (بالألمانية: Eine kleine Frau) قصة قصيرة ألمانية من تأليف الكاتب التشيكي فرانز كافكا، كتبها في الفترة من ديسمبر 1923 وحتى نهاية يناير 1924 في برلين بعدما انتقل إليها في سبتمبر 1923 برفقة عشيقته دورا ديمَنت، ونشرت للمرة الأولى في 20 أبريل 1924 في دورية (Prager Tagblatt). وقبل وفاته قام كافكا بإدراج القصة ضمن مجموعة القصص القصيرة «فنان جوع» (Ein Hungerkünstler) والتي نشرت بعد وفاته.

## وصلات خارجية
- امرأة صغيرة، على ويكي مصدر الألمانية.